# Eremurus hilariae
Eremurus hilariae là một loài thực vật có hoa trong họ Thích diệp thụ. Loài này được Popov & Vved. miêu tả khoa học đầu tiên năm 1924.